# عدن المحل (إب)

تعديل مصدري - تعديل

عدن المحل محلة تابعة لقرية سائله العين، التابعة لعزلة بني مدسم بمديرية إب إحدى مديريات محافظة إب في الجمهورية اليمنية.، بلغ تعداد سكانها 91 حسب تعداد اليمن لعام 2004.